# استارت

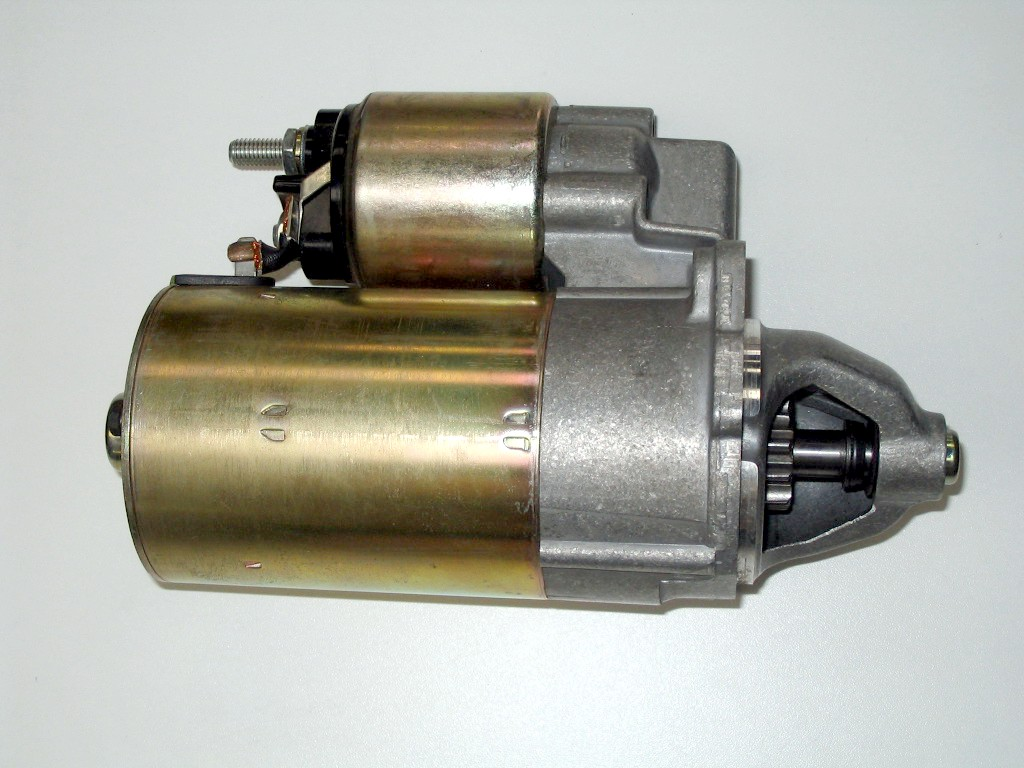
استارت یک خودرو. قطعهٔ کوچکتری که بالای آن است، سلونوئید استارت است.

استارتر یا استارت نام وسیله‌ای است که برای راه انداختن موتور درون‌سوز به کار می‌رود و با چرخاندن موتور باعث روشن شدن آن می‌شود.

## تاریخچهٔ استارت
استارت یکی از موتورهای الکتریکی در خودروها است که در آغاز اختراع خودرو هنوز به‌طور تکامل یافته و کاربردی اختراع نشده بود. نخستین خودروهایی که اختراع شدند همگی با هل دادن یا چرخاندن محور موتور توسط دست روشن می‌شدند، به‌طور مثال: یکی از نخستین خودروهایی که توسط دایملر اختراع گردید با چرخاندن محور موتور روشن می‌شد. این خودرو یک کالسکهٔ موتوردار بود.
زمان زیادی از اختراع اولین خودروها نگذشته بود که برای روشن کردن موتور خودروها از هندل استفاده گردید و تا چند دهه پس از آن، موتور اکثر خودروها توسط هندل و نیروی دست روشن می‌شد البته اولین استارت مدتی پیش از اختراع اتومبیل ساخته شد. این استارت یک استارت خیلی ساده و ابتدایی بود که برای یک موتور سیکلت ساده و ابتدایی ساخته شده بود اما اولین استارتی که برای اتومبیل ساخته شد مدل ابتدایی استارتر برقی بود که در سال ۱۸۹۶ توسط یک مهندس برق بریتانیایی به نام اچ، جی، داوسینگ بروی خودروی آرنولد نصب گردید البته این موتور استارتر در جایی ثبت اختراع نشد. هفت سال بعد در آمریکا در تاریخ ۱۹۰۳ میلادی کلاید، جی، کلمن اولین موتور استارت برقی را ثبت کرد و در ۱۹۱۱ میلادی توسط یک آمریکایی به نام چارلز اف، کترینگ در آزمایشگاه تحقیقاتی شرکت ای‌سی‌دلکو موتور استارتر را با تغییرات و جهت جایگزینی با هندل در خودروها به نام خود ثبت کرد البته این استارت نیز کاملاً ساده و ابتدایی بود و تا چند دهه پس از آن موتور اکثر خودروهای موجود به وسیلهٔ هندل روشن می‌شد. آخرین نسل از خودروهای دیزلی که هندلی بودند شامل بنز ۱۷۰ و بنز ۱۸۰، و پس از آن بنز ۱۹۰ استارتی گردید.

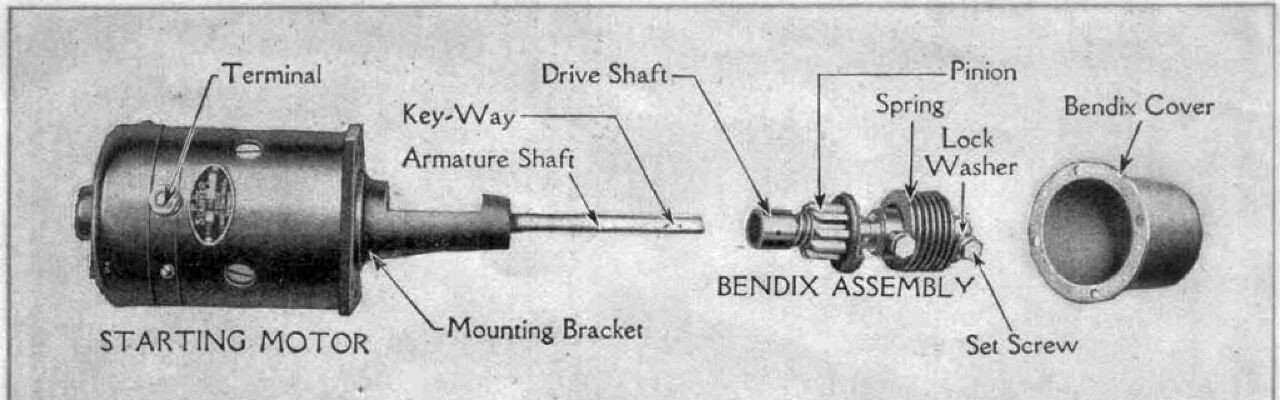
استارت بندیکس

از خودروهای بنزینی هندلی می‌توان به ذیل و گاز ۶۶ روسی و فورد T آمریکایی اشاره کرد که در ابتدا هندلی بودند و پس از سال‌ها مجهز به استارت گردیدند. ذیل و گاز ۶۶ تواماً دارای هندل نیز بودند یعنی اگر برای سیستم استارت یا باتری مشکلی پیش می‌آمد راننده می‌توانست توسط هندل خودرو را روشن کند. موتور خودروهای هندلی در راستای طول اتومبیل قرار می‌گرفت و سر موتور (پولی سر میل لنگ) به طرف سپر جلو قرار داشت و روی پولی میل لنگ یک شکاف تعبیه شده بود به طوری که زائدهٔ روی هندل درون آن قرار می‌گرفت و با چرخاندن هندل میل لنگ به گردش درمی‌آمد. پس از گذشت سال‌های بسیار، رفته رفته خودروهایی با تعداد سیلندر بیشتر و با قدرت و کمپرس قوی تر ساخته شدند و دراین زمان دیگر نیروی دست و هندل قادر به روشن کردن موتور خودروها نبودند به علاوه هندل خطراتی را نیز در پی داشت مثل دررفتن هندل هنگام روشن شدن خودرو و پرتاب شدن آن به اطراف که می‌توانست منجر به حوادث ناگوار و حتی مرگ گردد بنابراین کم‌کم هندل از میان رفت و استارت جای آن را گرفت.

استارت در حقیقت یک موتور الکتریکی قدرتمند است که از آرمیچر، زغال و کلکتور، بالشتک، دنده استارت، اتوماتیک استارت (سلونوئید استارت) و بدنه تشکیل شده‌است.
استارت پوسته گیربکس سوار یا انتهای موتور وصل می‌شود و از طریق اتصال چرخ دنده خود استارت با چرخ دنده تعبیه شده روی فلایویل یا چرخ طیار موتور را می‌چرخاند. در هنگام استارت زدن سلنوئید یا همان اتوماتیک استارت دنده استارت را به سمت دنده فلایویل می‌راند، در داخل اتوماتیک استارت یک کنتاکتور ساده وجود دارد که هم‌زمان با حرکت دنده استارت ولتاژ باتری را به آرمیچر وصل می‌کند؛ بنابراین بلافاصله بعد از قرار گرفتن دنده استارت روی دنده فلایویل استارت می‌چرخد و موتور را می‌چرخاند پس از قطع شدن برق استارت توسط فشار فنر دنده به عقب آمده و ارتباط آن با دنده روی فلایویل قطع می‌شود.